# Saison 2013-2014 de l'Athlétic Club Arles-Avignon
Maillots
Chronologie
Saison précédente Saison suivante
La saison 2013-2014 de l'Athlétic Club Arles-Avignon voit le club s'engager dans trois compétitions que sont la Ligue 2, la Coupe de France et la Coupe de la Ligue. Le club a obtenu son maintien lors de la 37e journée au cours de la saison 2012-2013, tout comme la saison précédente.

## Effectif actuel
Au soir de la 38e et dernière journée de la saison 2012-2013, Bernard Chaussegros annonce informellement à la sortie du stade que l'entraîneur Franck Dumas sera maintenu dans ses fonctions.
L'effectif professionnel de la saison 2013-2014 compte 5 joueurs internationaux.

### Joueurs en sélection nationale
| Joueurs             | Position |    |    |    |    |
| Naby-Moussa Yattara | Gardien  | 45 | 90 | 90 | 90 |

| Nom                 | Éliminatoires Coupe du monde | Éliminatoires Coupe du monde | Éliminatoires Coupe du monde | Éliminatoires Coupe du monde | Matchs amicaux | Matchs amicaux | Matchs amicaux | Matchs amicaux | Total | Total       | Total  | Total        |
| Nom                 | MJ                           | But inscrit                  | Averti                       | Carton rouge                 | MJ             | But inscrit    | Averti         | Carton rouge   | MJ    | But inscrit | Averti | Carton rouge |
| ------------------- | ---------------------------- | ---------------------------- | ---------------------------- | ---------------------------- | -------------- | -------------- | -------------- | -------------- | ----- | ----------- | ------ | ------------ |
| Naby-Moussa Yattara | 1                            | 0                            | 0                            | 0                            | 3              | 0              | 1              | 0              | 4     | 0           | 1      | 0            |

### Transferts

#### Été
Le 27 mai, le gardien Naby-Moussa Yattara ainsi que le milieu de terrain Romain Rocchi décident de prolonger leurs contrats de deux années et sont ainsi engagés au club jusqu'en 2015 pourtant le joueur dément l'annonce du président dès les jours suivants et s'engage ensuite au FC Metz.
Le 11 juin, le club annonce que les joueurs Steven Fortes et Samuel Gigot, issus de la réserve promue en CFA 2, signent un contrat pro sans pour autant en préciser les modalités.
Après deux saisons au club et une vingtaine de rencontres, Luigi Pieroni raccroche les crampons à la suite de problèmes physiques à répétition.

##### Arrivées
Nader Ghandri, milieu défensif du club de Jeanne d'Arc de Drancy, annonce avoir signé un contrat de cinq années au printemps 2013 en faveur de l'ACA et le club compte l'intégrer dans son effectif sénior dès l'été,,. Après une période d'essai de deux semaines, Jackson Mendes signe au club pour une durée de deux années. Tout comme J. Mendes, Billel Omrani s'engage avec l'AC Arles-Avignon à la suite d'un essai convaincant mais cela se fait sous forme de prêt car l'Olympique de Marseille envisage de récupérer l'attaquant à la fin de la saison.
Après plusieurs semaines de calme sur le marché des transferts, l'AC Arles-Avignon recrute pour trois années Livio Nabab du SM Caen le 31 août,. Dans la soirée, Gaël Givet est annoncé comme étant une nouvelle recrue en même temps que Livio Nabab. Lors de la dernière journée du mercato estival, Danijel Aleksić, l'attaquant serbe de l'AS Saint-Étienne arrive en prêt jusqu'à la fin de la saison. Toujours dans cet ultime journée, l'AC Arles-Avignon annonce qu'Adrien Coulomb, joueur libre, anciennement du Montpellier HSC, va rejoindre le groupe sportif dans les prochains jours.

##### Départs
William Aho Abou et Kanga Akalé quittent le club début juillet à la suite d'une rupture bilatérale de contrat. Après un enlisement des négociations entre Romain Rocchi et le président Marcel Salerno pour un renouvellement de contrat, le FC Metz annonce le 15 juin que le joueur s'est engagé pour deux années (et une supplémentaire avec option) avec le club lorrain. Le troisième gardien de l'équipe quitte la formation provençale deux semaines après Romain Rocchi et s'engage avec le Pau FC en CFA. Après de nombreuses rumeurs concernant un départ vers Luzenac, David Suarez s'oriente finalement vers le Vannes OC. En fin de contrat, Bakary Soro quitte le club pour la formation turque de seconde division d'Orduspor.
Le même jour que celui de la signature de Livio Nabab au club, Raphaël Caceres, meilleur buteur lors de la saison 2012-2013 s'engage au SV Zulte Waregem, vice-champion de Belgique.

#### Hiver

##### Départs
Après une seule titularisation, Danijel Aleksić voit son prêt résilié début janvier tandis que Chaher Zarour, n'ayant pas joué depuis janvier 2013, quitte également le club à la même période. Quelques jours plus tard, c'est Damien Plessis qui part pour rejoindre le FC Lausanne-Sport où il signe pour un an et demi. Dans la même période, Mamoudou Mara, inutilisé depuis plus d'un an, quitte le club après une résiliation du contrat à l'amiable. En manque de temps de jeu cet hiver, Ben Sangaré est prêté à l'US Créteil-Lusitanos jusqu'en juin 2014.

##### Arrivées
L'AC Arles-Avignon se renforce au mercato hivernal en recrutant le jeune Rafaël Dias, en prêt du FC Sochaux-Montbéliard. Après une semaine d'essai, dont une rencontre amicale avec la réserve, Mohamed El Gabas s'engage jusqu'en 2015 avec la formation provençale.

#### Tableau récapitulatif
| Été 2013         |                |                               |                            |                    |
| Nom              | Nationalité    | Transfert                     | Provenance/Destination     | Division           |
| Arrivées         |                |                               |                            |                    |
| Samuel Gigot     | France         | Premier contrat professionnel | Formé au club              | Division d'Honneur |
| Steven Fortes    | France         | Premier contrat professionnel | AC Arles-Avignon (réserve) | Division d'Honneur |
| Nader Ghandri    | France Tunisie | Gratuit                       | JA Drancy                  | CFA                |
| Jackson Mendes   | France         | Libre                         | AS Monaco FC B             | CFA                |
| Billel Omrani    | France         | Prêt                          | Olympique de Marseille     | Ligue 1            |
| Livio Nabab,     | Guadeloupe     | Libre                         | SM Caen                    | Ligue 2            |
| Gaël Givet       | France         | Libre                         | Blackburn Rovers           | Championship       |
| Danijel Aleksić  | Serbie         | Prêt                          | AS Saint-Étienne           | Ligue 1            |
| Adrien Coulomb   | France         | Libre                         | Montpellier HSC            | Ligue 1            |
| Retours de prêt  |                |                               |                            |                    |
| Départs          |                |                               |                            |                    |
| Jordan Galtier   | France         | Fin de contrat                | US Lège-Cap-Ferret         | CFA2               |
| William Aho Abou | Côte d'Ivoire  | Fin de contrat                | -                          | -                  |
| Kanga Akalé      | Côte d'Ivoire  | Fin de carrière               | -                          | -                  |
| Benjamin Psaume  | France         | Retour de prêt                | ES Troyes AC               | Ligue 2            |
| Jonathan Tinhan  | Bénin          | Retour de prêt                | Montpellier HSC            | Ligue 1            |
| Éric Marester    | France         | Fin de contrat                | AJ Auxerre                 | Ligue 2            |
| Romain Rocchi    | France         | Fin de contrat                | FC Metz                    | Ligue 2            |
| Florent Petit    | France         | Gratuit                       | Pau FC                     | CFA                |
| David Suarez     | France         | Gratuit                       | Vannes OC                  | National           |
| Luigi Pieroni    | Belgique       | Fin de carrière               | -                          | -                  |
| Bakary Soro      | Côte d'Ivoire  | Fin de contrat                | Orduspor                   | Ptt 1.Lig          |
| Raphaël Caceres  | France         | Libre                         | SV Zulte Waregem           | Jupiler Pro League |
| Prêts            |                |                               |                            |                    |
| Hiver 2014       |                |                               |                            |                    |
| Nom              | Nationalité    | Transfert                     | Provenance/Destination     | Division           |
| Arrivées         |                |                               |                            |                    |
| Rafaël Dias      | Portugal       | Prêt                          | FC Sochaux-Montbéliard     | Ligue 1            |
| Mohamed El Gabas | Égypte         | Libre                         | Swindon Town               | League One         |
| Retours de prêt  |                |                               |                            |                    |
| Départs          |                |                               |                            |                    |
| Danijel Aleksić  | Serbie         | Résiliation du prêt           | AS Saint-Étienne           | Ligue 1            |
| Chaher Zarour    | France         | Résiliation du contrat        | FCM Aubervilliers          | CFA                |
| Damien Plessis   | France         | Résiliation du contrat        | FC Lausanne-Sport          | Super League       |
| Mamoudou Mara    | Guinée         | Résiliation du contrat        | Yverdon-Sport FC           | 1re Ligue Classic  |
| Prêts            |                |                               |                            |                    |
| Ben Sangaré      | France         | Prêt                          | US Créteil-Lusitanos       | Ligue 2            |

## Rencontres de la saison

### Matchs amicaux
Afin de bien préparer la nouvelle saison, l'entraînement reprend le 26 juin puis l'AC Arles-Avignon effectue de nouveau un stage à Peralada, en Catalogne du 4 juillet 2013 au 12 juillet 2013. Sur place, l'équipe provençale affronte une sélection de joueurs des Pyrénées-Orientales. Au retour d'Espagne, les acéistes rencontrent Toulouse puis Montpellier. En Provence, les Istréens puis les joueurs de Luzenac font figure de derniers adversaires dans cette série de matchs amicaux.
À la fin du mois de juin, des sources annoncent que le club annule son stage à Peralada pour des raisons de qualité d'infrastructures et de besoins d'effectuer des tests médicaux poussés alors que l'on parle aussi d'incertitudes à trouver un adversaire pour un match amical et pour des coûts trop importants vis-à-vis d'un stage en France, pourtant, quelques jours plus tard, la même source indique que l'équipe part bien en stage comme prévu.

### Ligue 2

#### Calendrier
Le calendrier est dévoilé le 13 juin 2013 à la suite du Conseil d'Administration de la LFP se tenant à Nice,.
| Date             | Compétition | Adversaire           | Lieu | Diffusion     | Horaires | Résultat | Buteurs de l'ACA                       | Place | Affluence | Rapport |
| 2 août 2013      | Journée 1   | Le Havre AC          | Dom. | beIn Sport 2  | 20h00    | 2 - 0    | 2e Dalé · 43e Delclos                  | 3e    | 1 644     | Rapport |
| 10 août          | Journée 2   | ES Troyes AC         | Ext. | beIn Sport 1  | 14h00    | 1 - 0    |                                        | 9e    | 7 251     | Rapport |
| 16 août          | Journée 3   | FC Metz              | Ext. | beIn Sport 2  | 20h00    | 1 - 0    |                                        | 13e   | 10 853    | Rapport |
| 23 août          | Journée 4   | Clermont Foot        | Dom. | beIn Sport 2  | 20h00    | 1 - 0    | 64e Quintin                            | 10e   | 1 734     | Rapport |
| 30 août          | Journée 5   | Chamois niortais     | Ext. | beIn Sport 1  | 20h00    | 1 - 0    |                                        | 11e   | 4 183     | Rapport |
| 13 septembre     | Journée 6   | SM Caen              | Dom. | beIn Sport 2  | 20h00    | 3 - 2    | 59e Dalé · 63e Dalé · 70e Abdelhamid   | 8e    | 1 812     | Rapport |
| 20 septembre     | Journée 7   | Nîmes Olympique      | Ext. | beIn Sport 2  | 20h00    | 1 - 2    | 23e Nabab · 51e Nabab                  | 6e    | 5 637     | Rapport |
| 24 septembre     | Journée 8   | LB Châteauroux       | Dom. | beIn Sport 2  | 20h45    | 1 - 1    | 67e (pen.) Dalé                        | 6e    | 1 654     | Rapport |
| 27 septembre     | Journée 9   | AS Nancy-Lorraine    | Ext. | beIn Sport 2  | 20h00    | 0 - 0    |                                        | 8e    | 12 218    | Rapport |
| 7 octobre        | Journée 10  | RC Lens              | Dom. | Eurosport     | 20h30    | 1 - 1    | 71e Dalé                               | 9e    | 3 248     | Rapport |
| 18 octobre       | Journée 11  | FC Istres            | Ext. | beIn Sport 2  | 20h00    | 1 - 0    |                                        | 9e    | 2 898     | Rapport |
| 25 octobre       | Journée 12  | Dijon FCO            | Dom. | beIn Sport 2  | 20h00    | 0 - 0    |                                        | 11e   | 1 909     | Rapport |
| 1er novembre     | Journée 13  | Angers SCO           | Ext. | beIn Sport 2  | 20h00    | 1 - 0    |                                        | 13e   | 8 079     | Rapport |
| 9 novembre       | Journée 14  | Stade brestois 29    | Dom. | beIn Sport 1  | 15h00    | 1 - 0    | 86e Nabab                              | 10e   | 1 901     | Rapport |
| 22 novembre      | Journée 15  | Stade lavallois      | Ext. | beIn Sport 2  | 20h00    | 1 - 1    | 60e Givet                              | 12e   | 4 670     | Rapport |
| 29 novembre      | Journée 16  | CA Bastia            | Dom. | beIn Sport 2  | 20h00    | 0 - 0    |                                        | 11e   | 1 571     | Rapport |
| 13 décembre      | Journée 17  | US Créteil-Lusitanos | Ext. | beIn Sport 2  | 20h00    | 1 - 1    | 76e Dalé                               | 11e   | 2 011     | Rapport |
| 21 décembre 2013 | Journée 18  | Tours FC             | Dom. | beIn Sport 1  | 14h00    | 1 - 0    | 57e Nabab                              | 9e    | 1 833     | Rapport |
| 10 janvier 2014  | Journée 19  | AJ Auxerre           | Ext. | beIn Sports 2 | 20h00    | 1 - 1    | 40e Dalé                               | 9e    | 4 131     | Rapport |
| 18 janvier       | Journée 20  | ES Troyes AC         | Dom. | beIn Sports 1 | 14h00    | 3 - 0    | 42e Abdelhamid · 66e Nabab · 73e Nabab | 8e    | 2 071     | Rapport |
| 24 janvier       | Journée 21  | FC Metz              | Dom. | beIn Sports 2 | 20h00    | 1 - 0    | 80e Dalé                               | 6e    | 2 817     | Rapport |
| 31 janvier       | Journée 22  | Clermont Foot        | Ext. | beIn Sports 2 | 20h00    | 1 - 1    | 70e Delclos                            | 8e    | 2 916     | Rapport |
| 7 février        | Journée 23  | Chamois niortais     | Dom. | beIn Sports 2 | 20h00    | 0 - 0    |                                        | 9e    | 2 321     | Rapport |
| 14 février       | Journée 24  | SM Caen              | Ext. | beIn Sports 2 | 20h00    | 1 - 0    |                                        | 9e    | 6 974     | Rapport |
| 21 février       | Journée 25  | Nîmes Olympique      | Dom. | beIn Sports 2 | 20h00    | 1 - 1    | 63e Dalé                               | 10e   | 3 226     | Rapport |
| 28 février       | Journée 26  | LB Châteauroux       | Ext. | beIn Sports 2 | 20h00    | 2 - 0    |                                        | 10e   | 5 368     | Rapport |
| 7 mars           | Journée 27  | AS Nancy-Lorraine    | Dom. | beIn Sports 2 | 20h00    | 1 - 2    | 86e Dias                               | 10e   | 2 407     | Rapport |
| 17 mars          | Journée 28  | RC Lens              | Ext. | Eurosport     | 20h30    | 3 - 0    |                                        | 13e   | 27 041    | Rapport |
| 21 mars          | Journée 29  | FC Istres            | Dom. | beIn Sports 2 | 20h00    | 2 - 2    | 69e Dalé · 82e Cantini                 | 12e   | 2 271     | Rapport |
| 28 mars          | Journée 30  | Dijon FCO            | Ext. | beIn Sports 2 | 20h00    | 1 - 1    | 90+2e Cardy                            | 12e   | 7 713     | Rapport |
| 4 avril          | Journée 31  | Angers SCO           | Dom. | beIn Sports 2 | 20h00    | 3 - 0    | 18e Delclos · 79e Delclos · 82e Nabab  | 11e   | 1 974     | Rapport |
| 11 avril         | Journée 32  | Stade brestois 29    | Ext. | beIn Sports 2 | 20h00    | 2 - 0    |                                        | 13e   | 7 111     | Rapport |
| 18 avril         | Journée 33  | Stade lavallois      | Dom. | beIn Sports 2 | 20h00    | 1 - 1    | 10e c.s.c. Adéoti                      | 14e   | 2 052     | Rapport |
| 25 avril         | Journée 34  | CA Bastia            | Ext. | beIn Sports 2 | 20h00    | 2 - 2    | 9e Rodriguez · 61e Dalé                | 14e   | 924       | Rapport |
| 2 mai            | Journée 35  | US Créteil-Lusitanos | Dom. | beIn Sports 2 | 20h00    | 2 - 1    | 73e Nabab · 73e Dias                   | 12e   | 2 297     | Rapport |
| 6 mai            | Journée 36  | Tours FC             | Ext. | beIn Sports 1 | 20h45    | 1 - 1    | 6e (pen.) El Gabas · 8e Coulomb        | 11e   | 4 368     | Rapport |
| 9 mai            | Journée 37  | AJ Auxerre           | Dom. | beIn Sports 2 | 20h30    | 0 - 2    |                                        | 12e   | 2 675     | Rapport |
| 16 mai 2014      | Journée 38  | Le Havre AC          | Ext. | beIn Sports 2 | 20h30    | 2 - 1    | 58e Savanier                           | 12e   | 11 143    | Rapport |

#### Résultats par journée
Nota : l'ordre des journées est celui dans lequel elles ont été jouées. La place au classement est celle actualisée au lundi soir.
| Journée   | 01 | 02 | 03 | 04 | 05 | 06 | 07 | 08 | 09 | 10 | 11 | 12 | 13 | 14 | 15 | 16 | 17 | 18 | 19 | 20 | 21 | 22 | 23 | 24 | 25 | 26 | 27 | 28 | 29 | 30 | 31 | 32 | 33 | 34 | 35 | 36 | 37 | 38 |
| --------- | -- | -- | -- | -- | -- | -- | -- | -- | -- | -- | -- | -- | -- | -- | -- | -- | -- | -- | -- | -- | -- | -- | -- | -- | -- | -- | -- | -- | -- | -- | -- | -- | -- | -- | -- | -- | -- | -- |
| Terrain   | D  | E  | E  | D  | E  | D  | E  | D  | E  | D  | E  | D  | E  | D  | E  | D  | E  | D  | E  | D  | D  | E  | D  | E  | D  | E  | D  | E  | D  | E  | D  | E  | D  | E  | D  | E  | D  | E  |
| Résultats | V  | D  | D  | V  | D  | V  | V  | N  | N  | N  | D  | N  | D  | V  | N  | N  | N  | V  | N  | V  | V  | N  | N  | D  | N  | D  | D  | D  | N  | N  | V  | D  | N  | N  | V  | N  | D  | D  |
| Points    | 3  | 3  | 3  | 6  | 6  | 9  | 12 | 13 | 14 | 15 | 15 | 16 | 16 | 19 | 20 | 21 | 22 | 25 | 26 | 29 | 32 | 33 | 34 | 34 | 35 | 35 | 35 | 35 | 36 | 37 | 40 | 40 | 41 | 42 | 45 | 46 | 46 | 46 |
| Place     | 3  | 9  | 13 | 10 | 11 | 8  | 6  | 6  | 8  | 9  | 9  | 11 | 13 | 10 | 12 | 11 | 11 | 9  | 9  | 8  | 6  | 8  | 9  | 9  | 10 | 10 | 10 | 12 | 12 | 12 | 11 | 13 | 14 | 14 | 12 | 11 | 12 | 13 |

Source : Liste des rencontres

Terrain : D = Domicile ; E = Extérieur. Résultat: D = Défaite ; N = Nul ; V = Victoire.

#### Classement final
Classement de Ligue 2 2013-2014
| Rang | Équipe             | Pts | J  | G  | N  | P  | Bp | Bc | Diff |
| ---- | ------------------ | --- | -- | -- | -- | -- | -- | -- | ---- |
| 1    | FC MetzP           | 76  | 38 | 22 | 10 | 6  | 55 | 28 | +27  |
| 2    | RC Lens            | 65  | 38 | 17 | 14 | 7  | 58 | 40 | +18  |
| 3    | SM Caen            | 64  | 38 | 18 | 10 | 10 | 65 | 44 | +21  |
| 4    | AS Nancy-LorraineR | 61  | 38 | 16 | 13 | 9  | 47 | 37 | +10  |
| 5    | Chamois niortais   | 58  | 38 | 15 | 13 | 10 | 51 | 47 | +4   |
| 6    | Dijon FCO          | 57  | 38 | 14 | 15 | 9  | 53 | 42 | +11  |
| 7    | Stade brestois 29R | 56  | 38 | 15 | 12 | 11 | 38 | 32 | +6   |
| 8    | Tours FC           | 55  | 38 | 15 | 10 | 13 | 63 | 56 | +7   |
| 9    | Angers SCO         | 55  | 38 | 14 | 13 | 11 | 46 | 45 | +1   |
| 10   | ES Troyes ACR      | 52  | 38 | 15 | 7  | 16 | 56 | 44 | +12  |
| 11   | US CréteilP        | 50  | 38 | 12 | 14 | 12 | 57 | 58 | -1   |
| 12   | Havre AC           | 48  | 38 | 11 | 15 | 12 | 43 | 43 | 0    |
| 13   | AC Arles-Avignon   | 46  | 38 | 10 | 16 | 12 | 36 | 38 | -2   |
| 14   | Clermont Foot      | 45  | 38 | 10 | 15 | 13 | 31 | 38 | -7   |
| 15   | Nîmes Olympique    | 44  | 38 | 10 | 14 | 14 | 49 | 54 | -5   |
| 16   | AJ Auxerre         | 43  | 38 | 10 | 13 | 15 | 35 | 45 | -10  |
| 17   | Stade lavallois    | 42  | 38 | 10 | 12 | 16 | 44 | 52 | -8   |
| 18   | LB Châteauroux     | 40  | 38 | 10 | 10 | 18 | 43 | 59 | -16  |
| 19   | FC Istres          | 36  | 38 | 9  | 9  | 20 | 48 | 74 | -26  |
| 20   | CA BastiaP         | 24  | 38 | 4  | 12 | 22 | 21 | 63 | -42  |

Promotions et relégations
- Montée en Ligue 1 2014-2015
- Relégation en National 2014-2015

Abréviations
- R : Relégué de Ligue 1 2012-2013
- P : Promu de National 2012-2013

### Coupe de la Ligue
| Date            | Horaire | Tour     | Adversaire        | Lieu                | Résultat | Buteurs pour l'ACA | Affluence | Rapport | Diffuseur   |
| Mercredi 7 août | 20h     | 1er tour | CA Bastia         | Stade Armand-Cesari | 0 - 1    | 45+3e Omrani       | 1 981     | Rapport | Non diffusé |
| Mardi 27 août   | 20h     | 2e tour  | AS Nancy-Lorraine | Stade Marcel Picot  | 1 - 0    | -                  | 11 651    | Rapport | Non diffusé |

### Coupe de France
| Date                    | Horaire | Tour    | Adversaire              | Lieu                       | Résultat | Buteurs pour l'ACA | Affluence | Rapport | Diffuseur |
| Samedi 16 novembre 2013 | 19h     | 7e tour | Olympique d'Alès (CFA2) | Stade Pierre-Pibarot, Alès | 3 - 0    | -                  | 1 592     | Rapport | -         |

### Bilan de la saison
Le tableau ci-dessous retrace toutes les rencontres officielles jouées par l'AC Arles-Avignon durant la saison. Le club provençal participe aux différentes journées de championnat ainsi qu'à la Coupe de France et la Coupe de la Ligue. Les buteurs sont accompagnés d'une indication sur la minute de jeu où est marqué le but et, pour certaines réalisations, sur sa nature (pénalty ou contre son camp).
| Compétition       | Débute au tour | Place ou tour final | Matches joués | Gagnés | Nuls | Perdus | Buts pour | Buts contre | Différence |
| Ligue 2           | -              | 13e                 | 38            | 10     | 16   | 12     | 36        | 38          | -2         |
| Coupe de France   | 7e tour        | 7e tour             | 1             | 0      | 0    | 1      | 0         | 1           | -1         |
| Coupe de la Ligue | 1er tour       | 2e tour             | 2             | 1      | 0    | 1      | 1         | 1           | 0          |
| Total             | -              | -                   | 41            | 11     | 16   | 14     | 37        | 40          | -3         |

### Statistiques
Ces statistiques ne comptent que pour les matchs de championnat et de coupe. Ainsi, les matchs amicaux ne sont pas comptabilisés.

#### Buteurs
| Place   | Nom               | Championnat de Ligue 2 | Coupe de France | Coupe de la Ligue | Total des buts |
| 1       | Maurice Dalé      | 11                     | -               | -                 | 11             |
| 2       | Livio Nabab       | 8                      | -               | -                 | 8              |
| 3       | Jordi Delclos     | 4                      | -               | -                 | 4              |
| 4       | Yunis Abdelhamid  | 2                      | -               | -                 | 2              |
| 5       | Rafaël Dias       | 2                      | -               | -                 | 2              |
| 5       | Billel Omrani     | -                      | -               | 1                 | 1              |
| 5       | Erwan Quintin     | 1                      | -               | -                 | 1              |
| 5       | Gaël Givet        | 1                      | -               | -                 | 1              |
| 5       | Sébastien Cantini | 1                      | -               | -                 | 1              |
| 5       | Julien Cardy      | 1                      | -               | -                 | 1              |
| 5       | Hugo Rodriguez    | 1                      | -               | -                 | 1              |
| 5       | Mohamed El Gabas  | 1                      | -               | -                 | 1              |
| 5       | Adrien Coulomb    | 1                      | -               | -                 | 1              |
| 5       | Téji Savanier     | 1                      | -               | -                 | 1              |
| Détails | Buteurs acéistes  | 35 buts                | 0 but           | 1 but             | 36 buts        |

#### Passeurs
| Place   | Nom                 | Championnat de Ligue 2 | Coupe de France | Coupe de la Ligue | Total des passes |
| 1       | Sébastien Cantini   | 4                      | -               | -                 | 4                |
| 1       | Chaouki Ben Saada   | 4                      | -               | -                 | 4                |
| 2       | Maurice-Junior Dalé | 3                      | -               | -                 | 3                |
| 4       | Livio Nabab         | 2                      | -               | -                 | 2                |
| 3       | Erwan Quintin       | 2                      | -               | -                 | 2                |
| 3       | Mohamed El Gabas    | 2                      | -               | -                 | 2                |
| 3       | Téji Savanier       | 2                      | -               | -                 | 2                |
| 4       | Adrien Coulomb      | 1                      | -               | -                 | 1                |
| 4       | Hugo Rodriguez      | 1                      | -               | -                 | 1                |
| Détails | Passeurs acéistes   | 21 passes              | 0 passe         | 0 passe           | 21 passes        |

#### Cartons

##### Jaune
| Place   | Nom               | Championnat de Ligue 2 | Coupe de France | Coupe de la Ligue | Total des cartons jaunes |
| 1       | Hugo Rodriguez    | 9                      | -               | 1                 | 10                       |
| 1       | Téji Savanier     | 9                      | -               | 1                 | 10                       |
| 2       | Yunis Abdelhamid  | 7                      | -               | -                 | 7                        |
| 3       | Julien Cardy      | 6                      | -               | -                 | 6                        |
| 4       | Livio Nabab       | 5                      | -               | -                 | 5                        |
| 5       | Jordi Delclos     | 3                      | 1               | -                 | 4                        |
| 5       | Steven Fortes     | 4                      | -               | -                 | 4                        |
| 5       | Sébastien Cantini | 4                      | -               | -                 | 4                        |
| 6       | Erwan Quintin     | 2                      | -               | 1                 | 3                        |
| 6       | Ousmane N'Diaye   | 3                      | -               | -                 | 3                        |
| 6       | Gaël Givet        | 3                      | -               | -                 | 3                        |
| 7       | Maurice Dalé      | 2                      | -               | -                 | 2                        |
| 7       | Damien Plessis    | 1                      | -               | 1                 | 2                        |
| 7       | Samuel Gigot      | 2                      | -               | -                 | 2                        |
| 7       | Adrien Coulomb    | 2                      | -               | -                 | 2                        |
| 8       | Billel Omrani     | -                      | -               | 1                 | 1                        |
| 8       | Jackson Mendes    | -                      | -               | 1                 | 1                        |
| 8       | Chaouki Ben Saada | 1                      | -               | -                 | 1                        |
| Détails | Joueurs acéistes  | 63 cartons             | 1 carton        | 6 cartons         | 70 cartons               |

##### Rouge
| Place   | Nom              | Championnat de Ligue 2 | Coupe de France | Coupe de la Ligue | Total des cartons rouges |
| 1       | Billel Omrani    | 1                      | -               | -                 | 1                        |
| 1       | Ousmane N'Diaye  | -                      | -               | 1                 | 1                        |
| 1       | Jordi Delclos    | -                      | 1               | -                 | 1                        |
| 1       | Ben Sangaré      | -                      | 1               | -                 | 1                        |
| 1       | Julien Cardy     | 1                      | -               | -                 | 1                        |
| 1       | Yunis Abdelhamid | -                      | 1               | -                 | 1                        |
| Détails | Joueurs acéistes | 3 cartons              | 2 cartons       | 1 carton          | 6 cartons                |

#### Autres statistiques
- Victoires consécutives :  2
- Défaites consécutives :  3
- Matchs consécutifs sans défaite :  10
- Matchs consécutifs sans victoire :  9
- Buts: 37
  - Premier but de la saison : Maurice Dalé, 2e minute, lors de la 1re journée de Ligue 2, face au Havre AC le 2 août 2013
  - Premier pénalty contre : CA Bastia lors du 1er tour de la Coupe de la Ligue le 7 août 2013
  - But le plus rapide d'une rencontre : Maurice Dalé, 2e minute lors de la 1re journée de Ligue 2, face au Havre AC le 2 août 2013
  - But le plus tardif d'une rencontre : Julien Cardy, 90e+2 minute lors de la 30e journée de Ligue 2, face au Dijon FCO le 28 mars 2014
  - Plus grande nombre de buts marqué contre l’adversaire : 3,  lors de la 6e journée de Ligue 2, face au Stade Malherbe Caen le 13 septembre 2013, lors de la 20e journée de Ligue 2, face à l'ES Troyes AC le 18 janvier 2014 et lors de la 31e journée de Ligue 2, face à Angers SCO le 4 avril 2014
  - Plus grande nombre de buts marqué par l’adversaire : 3,  lors du 7e tour de la Coupe de France, face à l'Olympique d'Alès le 16 novembre 2013 et lors de la 28e journée de Ligue 2, face au RC Lens le 17 mars 2014
  - Plus grand nombre de buts marqués dans une rencontre : 5, lors de la 6e journée de Ligue 2, face au Stade Malherbe Caen le 13 septembre 2013
  - Plus grand nombre de buts marqués en une mi-temps : 3
  - Meilleur classement de la saison en Ligue 2 : 3e à l'issue de la 1re journée
  - Moins bon classement de la saison en Ligue 2 : 13e à l'issue des 3e, 13e, 32e et 38e journées

### Équipe-type
| Butelle Cantini Abdelhamid Givet Quintin (c) Rodriguez Cardy Nabab Savanier Delclos Dalé |
| Équipe-type de l'AC Arles-Avignon lors de la saison 2013-2014.                           |
| Butelle Cantini Abdelhamid Givet Quintin (c) Rodriguez Cardy Nabab Savanier Delclos Dalé |

| no | Joueur              | Nat. | Poste             | MJ   | Doublure            | MJ   |
| -- | ------------------- | ---- | ----------------- | ---- | ------------------- | ---- |
| 1  | Ludovic Butelle     |      | Gardien de but    | 3363 | Naby-Moussa Yattara | 327  |
| 13 | Sébastien Cantini   |      | Latéral droit     | 3173 |                     |      |
| 20 | Yunis Abdelhamid    |      | Défenseur central | 3012 | Ousmane N'Diaye     | 1201 |
| 28 | Gaël Givet          |      | Défenseur central | 2195 | Steven Fortes       | 2268 |
| 18 | Erwan Quintin       |      | Latéral gauche    | 3073 |                     |      |
| 27 | Hugo Rodriguez      |      | Milieu défensif   | 2834 | Samuel Gigot        | 750  |
| 8  | Julien Cardy        |      | Milieu défensif   | 2237 | Adrien Coulomb      | 674  |
| 25 | Téji Savanier       |      | Milieu offensif   | 2179 | Jackson Mendes      | 660  |
| 10 | Jordi Delclos       |      | Milieu offensif   | 1812 | Chaouki Ben Saada   | 768  |
| 12 | Maurice-Junior Dalé |      | Attaquant         | 2678 | Mohamed El Gabas    | 680  |
| 22 | Livio Nabab         |      | Attaquant         | 2772 | Billel Omrani       | 599  |

## Équipe réserve et équipes de jeunes

### Classement
| Rang | Équipe                      | Pts | J  | G  | N | P  | Bp | Bc | Diff |
| ---- | --------------------------- | --- | -- | -- | - | -- | -- | -- | ---- |
| 4    | RCO Agde                    | 60  | 25 | 10 | 5 | 10 | 40 | 29 | +11  |
| 6    | Olympique de Marseille rés. | 59  | 25 | 10 | 5 | 10 | 30 | 32 | -2   |
| 7    | AC Arles-Avignon rés. P     | 60  | 25 | 10 | 5 | 10 | 40 | 31 | +9   |
| 8    | FC Échirolles               | 59  | 25 | 9  | 7 | 9  | 24 | 30 | -6   |
| 9    | Olympique d'Alès            | 58  | 25 | 8  | 9 | 8  | 35 | 33 | +2   |

Promotions et relégations
- Montée en CFA 2014-2015
- Relégation en DH 2014-2015

Abréviations
- R : Relégué de CFA 2012-2013
- P : Promu de DH 2012-2013

### Calendrier
L’équipe réserve de l'AC Arles-Avignon sert de tremplin vers le groupe professionnel pour les jeunes du centre de formation ainsi que de recours pour les joueurs de retour de blessure ou en manque de temps de jeu. Lors de la saison 2012-2013, l'équipe réserve a remporté le championnat de DH Méditerranée et accède donc au CFA 2.
| Date     |            | Adversaire                    | Lieu | Résultat | Buteurs de l'ACA                                                      | Place | Rapport |
| 24/08/13 | Journée 1  | FC Vaulx                      | Ext. | 1 - 3    | 28e Ponsdesserre · 45+1e Ben Daoud · 66e Ben Daoud                    | 4e    | Rapport |
| 31/08/13 | Journée 2  | FB Île-Rousse                 | Dom. | 3 - 1    | 65e Coundouris · 76e Ponsdesserre · 90e D'Artibale                    | 2e    | Rapport |
| 7/09/13  | Journée 3  | Nîmes Olympique (Rés.)        | Ext. | 1 - 2    | 59e (pen.) Orinel · 90e D'Artibale                                    | 2e    | Rapport |
| 21/09/13 | Journée 4  | FC Sète 34                    | Dom. | 1 - 3    | 5e Aleksić                                                            | 2e    | Rapport |
| 5/10/13  | Journée 5  | Aubagne FC                    | Ext. | 2 - 1    | 50e Ponsdesserre                                                      | 4e    | Rapport |
| 19/10/13 | Journée 6  | Olympique de Marseille (Rés.) | Dom. | 0 - 0    |                                                                       | 3e    | Rapport |
| 2/11/13  | Journée 7  | RCO Agde                      | Ext. | 2 - 1    | 81e Coundouris                                                        | 8e    | Rapport |
| 9/11/13  | Journée 8  | Alès Olympique                | Dom. | 2 - 0    | 43e Mendes · 90e (pen.) Orinel                                        | 3e    | Rapport |
| 23/11/13 | Journée 9  | AS Minguettes Vénissieux      | Ext. | 2 - 1    | 85e Ponsdesserre                                                      | 6e    | Rapport |
| 30/11/13 | Journée 10 | FC Échirolles                 | Dom. | 4 - 0    | 38e D'Artibale · 54e Coundouris · 75e Mendes · 83e Coundouris         | 4e    | Rapport |
| 14/12/13 | Journée 11 | ES Pennoise                   | Ext. | 0 - 0    |                                                                       | 3e    | Rapport |
| 21/12/13 | Journée 12 | Toulon Le Las                 | Dom. | 2 - 2    | 61e Bacconnier · 73e D'Artibale                                       | 3e    | Rapport |
| 11/01/14 | Journée 13 | AC Ajaccio (Rés.)             | Ext. | 0 - 2    | 69e Ponsdesserre · 92e (pen.) Orinel                                  | 3e    | Rapport |
| 25/01/14 | Journée 14 | Nîmes Olympique (Rés.)        | Dom. | 1 - 2    | 57e Gigot                                                             | 4e    | Rapport |
| 1/02/14  | Journée 15 | FC Sète 34                    | Ext. | 0 - 1    | 42e El Gabas                                                          | 3e    | Rapport |
| 15/02/14 | Journée 16 | Aubagne FC                    | Dom. | 4 - 2    | 49e Gigot · 53e Omrani · 89e Orinel · 90+2e Orinel                    | 3e    | Rapport |
| 22/02/14 | Journée 17 | Olympique de Marseille (Rés.) | Ext. | 0 - 1    | 33e Gigot                                                             | 3e    | Rapport |
| 8/03/14  | Journée 18 | RCO Agde                      | Dom. | 0 - 1    |                                                                       | 3e    | Rapport |
| 15/03/14 | Journée 19 | Alès Olympique                | Ext. | 1 - 1    | 61e Orinel                                                            | 3e    | Rapport |
| 29/03/14 | Journée 20 | AS Minguettes Vénissieux      | Dom. | 5 - 0    | 16e Orinel · 22e Orinel · 36e Medjelled · 53e Coundouris · 82e Omrani | 3e    | Rapport |
| 5/04/14  | Journée 21 | FC Échirolles                 | Ext. | 1 - 0    |                                                                       | 3e    | Rapport |
| 12/04/14 | Journée 22 | ES Pennoise                   | Dom. | 0 - 3    |                                                                       | 5e    | Rapport |
| 26/04/14 | Journée 23 | Toulon Le Las                 | Ext. | 3 - 3    | 65e Omrani · 90+2e Mendes · 90+4e Ponsdesserre                        | 5e    | Rapport |
| 10/05/14 | Journée 24 | AC Ajaccio (Rés.)             | Dom. | 1 - 2    | 38e N'Diaye                                                           | 5e    | Rapport |
| 17/05/14 | Journée 25 | FC Vaulx                      | Dom. | 1 - 2    | 90e Luc                                                               | 7e    | Rapport |
| 24/05/14 | Journée 26 | FB Île-Rousse                 | Ext. | 3 - 1    | NC                                                                    | 9e    | Rapport |

### Équipe de jeunes
L'AC Arles-Avignon aligne plusieurs équipes de jeunes dans les championnats départementaux et régionaux. Parmi ces équipes de jeunes, l'équipe des moins de 19 ans participe à la Coupe Gambardella 2013-2014.